# Prebiotik
Prebiotiki so za človeka neprebavljivi ogljikovi hidrati in tako ne predstavljajo neposredno hranil, vendar pozitivno vplivajo na črevesno floro. Normalna črevesna flora, ki jo predstavljajo bakterije in drugi mikroorganizmi v debelem črevesu, ima pomembno nalogo pri zagotavljanju zdravja posameznika, zato so prebiotiki zaželena sestavina vsakodnevne prehrane. Mikroorganizmi črevesne flore namreč proizvajajo encime, ki omogočajo prebavo prebiotikov in jih zato lahko porabijo kot hranila.
Prebiotiki se naravno nahajajo zlasti v neobdelani rastlinski hrani, dandanes pa jih pogosto dodajajo prehrambenim izdelkom. Prebiotika, ki se najpogosteje dodajata živilom, sta inulin in oligofruktoza.